# Neoplan Airliner
Neoplan Airliner — аеропортний автобус німецького виробництва, що серійно виробляється у Штутгарті з 1999 року. Діють 5 основних модифікацій Airliner: N 9112 K ; N 9112 ; N 9112 L; N 9122; N 9122 L. З-поміж інших, ці автобуси виділяються величезною шириною, яка сягає 2,7—2,8 метра та підвищеною пасажиромісткістю за рахунок згортання сидячих місць та їх зменшення до мінімуму (15—30 штук). Автобуси низькопідлогові, що дозволяє перевозити у ньому великогабаритні колісні поклажі. Має вигнуте уперед лобове скло, склоочисники розташовані один-над-одним, різкоокреслений бампер та по 3 прозорі фари на сторону, по 6 габаритних вогнів на боках та ще по 8 на передку і задку. На даху встановлено мигалку, що вмикається при повному завантаженні автобуса. Автобус двохосний, проте під боковою юбкою автобуса коліс майже не видно, а двері розташовані лише у середній частині автобуса (іноді, одні з них ззаду з правого боку) та має величезне заднє скло — завдяки цим прикметам автобус сильно подобає на вагон метро. За пасажиромісткістю з чотирьох автобусів найбільше має N 9122 L — 136 чоловік; він же і є у свою чергу найдовшим — його довжина становить 14,72 метра.
Подібні аеропортні автобуси випускає Львівський автобусний завод в Україні, модель під назвою АероЛАЗ 12.

## Технічні характеристики

### N 9112 K
| Модель                                   | Neoplan Airliner N 9112 K |
| Габаритні розміри, довжина/ширина/висота | 11946/2750/3000           |
| Колісна база, мм                         | 5436                      |
| Кліренс, мм                              | 1200                      |
| Загальна пасажиромісткість, чол          | 80                        |
| Двигун, назва                            | MAN D0836 LOH             |
| Система контролю за викидами, тип        | Євро-3                    |
| Потужність, кВт/кінських сил             | 162/220                   |
| Максимальна швидкість, км/год            | 120                       |

### N 9112
| Модель                                   | Neoplan Airliner N 9112 |
| Габаритні розміри, довжина/ширина/висота | 13283/2750/3000         |
| Колісна база, мм                         | 6773                    |
| Кліренс, мм                              | 1220                    |
| Загальна пасажиромісткість, чол          | 95                      |
| Двигун, назва                            | MAN D0836 LOH           |
| Система контролю за викидами, тип        | Євро-3                  |
| Потужність, кВт/кінських сил             | 162/220                 |
| Максимальна швидкість, км/год            | 110                     |

### N 9112 L
| Модель                                   | Neoplan Airliner N 9112 L |
| Габаритні розміри, довжина/ширина/висота | 14720/2750/3000           |
| Колісна база, мм                         | 8210                      |
| Кліренс, мм                              | 1220                      |
| Загальна пасажиромісткість, чол          | 110                       |
| Двигун, назва                            | MAN D0836 LOH             |
| Система контролю за викидами, тип        | Євро-3                    |
| Потужність, кВт/кінських сил             | 162/220                   |
| Максимальна швидкість, км/год            | 105                       |

### N 9122
| Модель                                   | Neoplan Airliner N 9122 |
| Габаритні розміри, довжина/ширина/висота | 13280/3170/3000         |
| Колісна база, мм                         | 6773                    |
| Кліренс, мм                              | 1220                    |
| Загальна пасажиромісткість, чол          | 116                     |
| Двигун, назва                            | MAN D0836 LOH           |
| Система контролю за викидами, тип        | Євро-3                  |
| Потужність, кВт/кінських сил             | 162/220                 |
| Максимальна швидкість, км/год            | 120                     |

### N 9122 L
| Модель                                   | Neoplan Airliner N 9112 L |
| Габаритні розміри, довжина/ширина/висота | 14720/2750/3000           |
| Колісна база, мм                         | 8210                      |
| Кліренс, мм                              | 1200                      |
| Загальна пасажиромісткість, чол          | 136                       |
| Двигун, назва                            | MAN D0836 LOH             |
| Система контролю за викидами, тип        | Євро-3                    |
| Потужність, кВт/кінських сил             | 162/220                   |
| Максимальна швидкість, км/год            | 125                       |